# Spital-in-the-Street
Spital-in-the-Street – osada w Anglii, w hrabstwie Lincolnshire. Leży 19 km na północ od Lincoln i 212 km na północ od Londynu.